# ابتس ريبتون (كامبريدجشير)
ابتس ريبتون (بالإنجليزية: Abbots Ripton)‏ هي قرية وأبرشية مدنية تقع في المملكة المتحدة في هنتينغدونشير. يقدر عدد سكانها بـ 309 نسمة .